# Кустинська сільська рада (Рівненський район)
Ку́стинська сільська́ ра́да — колишній орган місцевого самоврядування в Рівненському районі Рівненської області. Адміністративний центр — село Кустин.

## Загальні відомості
- Кустинська сільська рада утворена в 1940 році.
- Територія ради: 23,681 км²
- Населення ради: 1 344 особи (станом на 2001 рік)

## Населені пункти
Сільській раді підпорядковані населені пункти:
- с. Кустин
- с. Решуцьк
- с. Сергіївка

## Склад ради
Рада складалася з 16 депутатів та голови.
- Голова ради: Сечко Сергій Васильович
- Секретар ради: Дем'янчук Алла Миколаївна

### Керівний склад попередніх скликань
| Прізвище, ім'я, по батькові | Основні відомості                                    | Дата обрання | Дата звільнення |
| --------------------------- | ---------------------------------------------------- | ------------ | --------------- |
| Самков Петро Іванович       | Сільський голова, 1948 року народження, безпартійний | 26.03.2006   | 31.10.2010      |
| Сечко Сергій Васильович     | Сільський голова, 1974 року народження, освіта вища  | 15.05.2011   |                 |

Примітка: таблиця складена за даними сайту Верховної Ради України